# Marco Lívio Druso Cláudio
Marco Lívio Druso Cláudio (fl. século I a.C.) foi um senador romano durante a República Romana. Seu nome de batismo era Ápio Cláudio Pulcro e ele era da família patrícia dos Cláudios. De acordo com Suetônio, Druso era um descendente direto do cônsul e censor Ápio Cláudio Cego através do primeiro Ápio Cláudio Pulcro, cônsul em 212 e bisneto de Cego.

## Primeiros anos
Pouco se sabe sobre as circunstâncias que levaram à sua adoção, ainda criança, pelo tribuno Marco Lívio Druso. Foi nesta época que ele trocou seu nome, justamente para honrar o pai adotivo.
Druso se casou com uma plebeia chamada Alfídia, filha de um magistrado chamado Marco Afídio Lurco. Eles tiveram pelo menos dois filhos: uma menina chamada Lívia Drusila (58 a.C. - 29) e um menino chamado Marco Lívio Druso Libão. Lívia foi a primeira imperatriz-consorte romana, terceira esposa do imperador Augusto. Druso Libão serviu como cônsul em 15 a.C..

## Carreira
Druso era um pretor de Roma em 50 a.C.. Em 45 a.C., Cícero comprou um jardim de Druso na capital.
Ele era um apoiador da República e estava entre os adversários do governo do ditador Júlio César, assassinado em 44 a.C. por Bruto e Cássio.
Em 42 a.C., Druso arranjou um casamento entre Lívia com seu parente Tibério Cláudio Nero e o casal teve dois filhos, o futuro imperador Tibério e o general Nero Cláudio Druso. Através de seu segundo neto, Druso se tornou um ancestral direto dos futuros imperadores Calígula, Cláudio e Nero.

## Morte e legado
Druso se juntou a Bruto e Cássio na guerra contra Otaviano e Marco Antônio, os aliados de Júlio César. A decisão teria sérias consequências para ele e para a família de Lívia. Quando os Bruto e Cássio foram derrotados na Batalha de Filipos, em 42 a.C., ambos se suicidaram. Druso, que lutou com eles, também se matou em sua tenda para evitar ser capturado vivo pelos vitoriosos.
O poeta Sexto Propércio (11.1.27) descreveu a Batalha de Filipos como "civilia busta" ou "sepulcro de cidadãos". O senador e historiador do século I Aulo Cremúcio Cordo glorificou Bruto e Cássio em sua "História" e descreveu os que lutaram com os assassinos de César como "os últimos romanos".
Cláudio dedicou uma inscrição em homenagem ao seu ancestral na ilha grega de Samos, na qual, em grego, ele elogia Druso como sendo a "origem de muitas grandes e boas obras para o mundo" (megiston agathon aition…en toi kosmoi). Cláudio também dedicou-lhe estátuas em Roma.